# Polizeiruf 110: Still wie die Nacht
Still wie die Nacht ist ein deutscher Kriminalfilm von Hans Joachim Hildebrandt aus dem Jahr 1988. Der Fernsehfilm erschien als 119. Folge der Filmreihe Polizeiruf 110.

## Handlung
Renate Liebig lernt während ihrer Kur den Musiker Horst Plessow kennen, der für die Kurgäste Musikabende veranstaltet. Bei den Veranstaltungen legt „Horsti“ stets Schellackplatten seiner Sammlung mit klassischer Musik auf. Während Renate mit ihrem auf Besuch angereisten Mann Falk an Horsts Abend teilnimmt, wird ihre Wohnung ausgeraubt. Es fehlen unter anderem eine wertvolle Fotoausrüstung und Falks Briefmarkensammlung. Der Verlust beläuft sich auf rund 50.000 Mark. In der Wohnung finden sich Fußspuren und eine vom Täter verlorene und unter einen Schrank gerollte Pfeife. Hausmitbewohner sagen aus, einen Mann mit Schnauzbart erkannt zu haben. Die Beschreibung passt auf Horst Plessow, doch hat der durch den Musikabend ein Alibi.
Die Ermittler, zu denen neben Hauptmann Wolfgang Reichenbach und Leutnant Thomas Grawe auch Leutnant Sabine Baumert in ihrem ersten Fall gehört, finden ältere ungelöste Fälle mit ähnlichem Muster. Stets war Ehemann oder -frau zur Kur und wurde vom Partner besucht, als in der Wohnung eingebrochen wurde. Bei den neueren Einbrüchen ist jedoch erstaunlich, dass die Spuren in den Wohnungen scheinbar bewusst gelegt werden und so der Verdacht aktiv auf Plessow gelenkt wird. In einer Wohnung, in der ein wertvolles Gemälde gestohlen wird, kann eine ganze Schrittfolge im Garten sichergestellt und analysiert werden. Es stellt sich heraus, dass der Täter eine Frau ist.
Horst Plessow hat zahlreiche Frauen um sich, mit denen er Beziehungen angefangen hat. Elsa lernte er vor sieben Jahren kennen, als er gerade beruflich am Ende war. Sie baute ihn wieder auf. Er jedoch betrügt sie seit einiger Zeit mit der deutlich jüngeren Masseurin Kerstin. Als beide Frauen im Beisein von „Horsti“ zufällig zusammentreffen, trennen sich beide von ihm – Elsa, weil sie sein Fremdgehen nicht mehr tolerieren kann und Kerstin, weil sie nicht mehr länger als seine Assistentin arbeiten will. Kerstin zieht zu Elsa, die von Horst in den nächsten Tagen Schulden in Höhe von 5.000 Mark zurückgezahlt kriegen will. Er vermacht ihr stattdessen ein wertvolles Gemälde, das er angeblich von seinen Eltern geerbt hat. Elsa bringt das Gemälde zur Polizei, da der rückseitige Besitzervermerk deutlich macht, dass das Gemälde nicht aus Horsts Familie stammt. Tatsächlich erweist es sich als gestohlen. Die Nachforschungen ergeben, dass Horst gelernter Schlosser ist. Stets hat er mit seinen zukünftigen Opfern geflirtet und ihnen unbemerkt die Hausschlüssel entwendet, die er bis zum nächsten Treffen nachgemacht hat. Während er die Gäste dann einige Tage später mit Musik unterhielt, brach seine Komplizin bei den Kurpatienten zu Hause ein. Die Ermittler stellen Horst eine Falle: Als er diesmal selbst mit nachgemachten Schlüsseln in ein Elektrogeschäft einbricht, wird er festgenommen.
„Horsti“ flirtete auch mit Renate Liebig, die darauf einging, weil ihr Mann Falk sie als Modedesigner ständig mit Models betrog. In ihrer Abwesenheit gewann Falk in Uta Mahlow eine neue Liebschaft. Uta jedoch akzeptiert nicht, dass Falk sich kurz vor Renates Rückkehr aus der Kur von ihr trennen will. Sie richtet sich auf dem Wassergrundstück der Liebigs ein und gibt vor Renate an, dass Falk sie zum Raub überredet habe. Renate zeigt Uta bei der Polizei an, die längst nach Uta sucht. Sie hatte früher mit Horst eine Varieténummer einstudiert, in der sie sich in Horst verwandelte. In Utas Wohnung finden sich die Utensilien zur Verkleidung. Uta wird schließlich auf dem Wochenendgrundstück der Familie Liebig, als Komplizin Plessows, festgenommen.

## Produktion
Still wie die Nacht wurde vom 1. September bis Anfang November 1987 in Berlin, Potsdam, Brandenburg, Eisenach, Bad Liebenstein, Bad Salzungen und Steinbach gedreht. Die Kostüme des Films schuf Katrin Johnsen, die Filmbauten stammen von Heinz Leuendorf. Der Film erlebte am 22. Mai 1988 im 1. Programm des Fernsehens der DDR seine Premiere. Die Zuschauerbeteiligung lag bei 34,1 Prozent.
Es war die 119. Folge der Filmreihe Polizeiruf 110. Hauptmann Wolfgang Reichenbach ermittelte in seinem 6. und letzten Fall und Leutnant Thomas Grawe in seinem 14. Fall.
Das titelgebende Gedicht Still wie die Nacht eines unbekannten Verfassers wurde von Carl Bohm vertont und ist mehrfach im Film zu hören.